# La Madelon

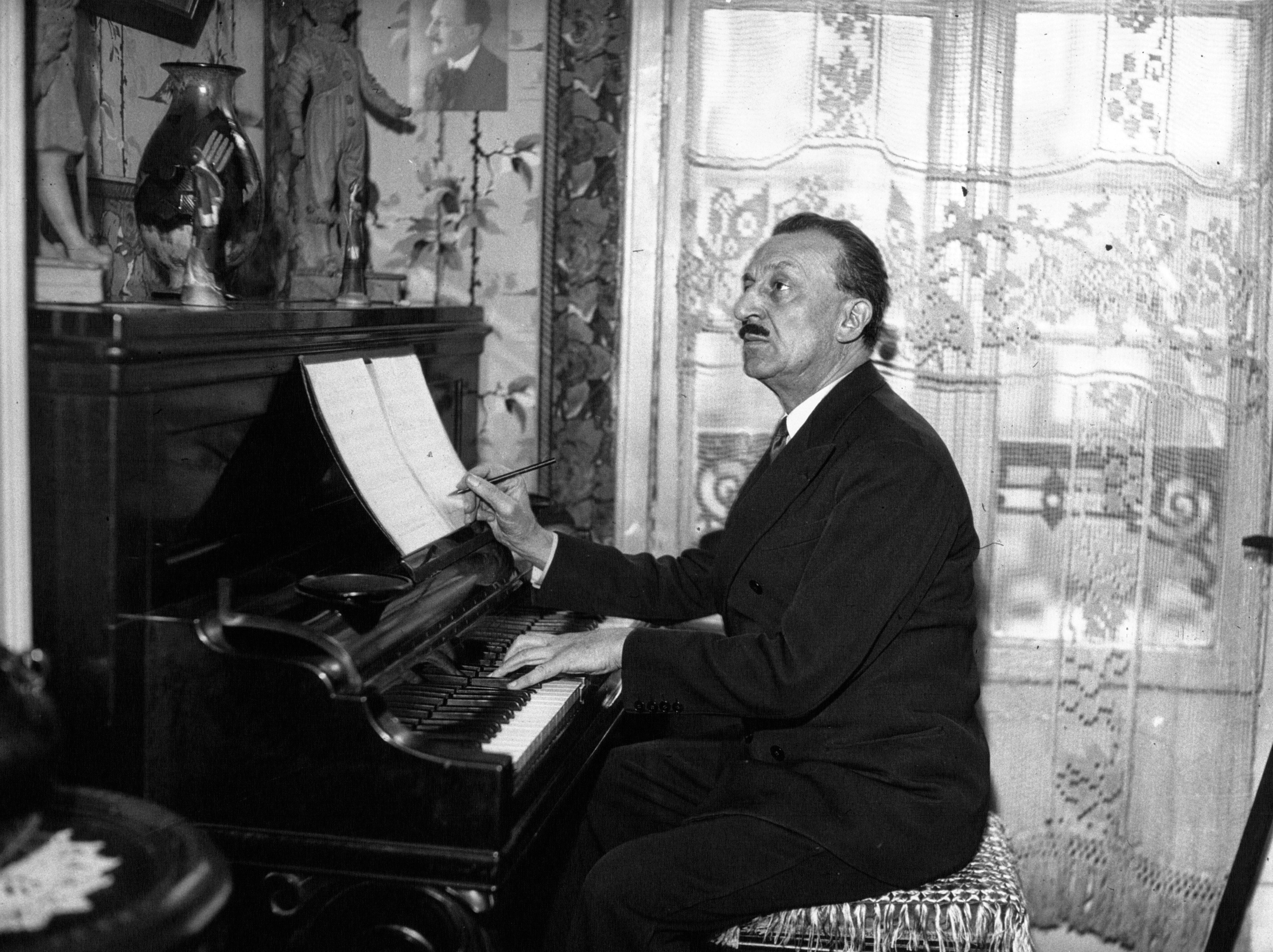
Camille Robert.

«La Madelon» es una canción francesa de 1914 que fue muy popular en el ejército durante la Primera Guerra Mundial. La letra es de Louis Bousquet (1870-1941), y la música de Camille Robert (1872-1957). Fue interpretada por Marlene Dietrich y Sara Montiel.
Esta canción francesa (“Cuando Magdalena”) fue escrita por Louis Bousquet en 1914, antes de que tuviese lugar la Primera Guerra Mundial. La música, sin embargo, la compuso Camille Robert.
El “poilu”, del francés: peludo, era el nombre con el que se conocía al soldado francés de la Gran Guerra (1914-1918). Cuando un joven crecía, además de crecerle el pelo por el cuerpo, también, crecía su valentía, su coraje y virilidad, y estos debían ser los atributos de un buen soldado, de ahí, el nombre de "Poilu".
Tras las cruentas batallas de 1916, los “poilus” estaban a punto de amotinarse debido a las penalidades que sufrían: muertes, privaciones, miserias, etc. Apenas recibían un reconocimiento o premio por sus insufribles tareas, aunque eso sí, de vez en cuando, recibían un permiso para ausentarse de la batalla o de la rutinaria y maldita trinchera. Con este permiso, el poilu o soldado francés, dedicaba sus horas libres al ocio o, si era menester, al juego del placer. Lo cierto es que una de las cosas que más le gustaba era ir al teatro o cabaret y presenciar grandes espectáculos, sobre todo, escuchar la canción “Quand Madelon” interpretada por el famoso cantante, Polin Bach.
Esta canción se hizo famosa en el peor periodo de la I G.M. pero, de ahí, su éxito. Los soldados franceses al cantarla, de alguna manera, se despojaban del malestar que la guerra les generaba en el cuerpo.
Tal fue la fama de esta canción que pronto se convirtió en el himno de los "poilus". Fue grabada por primera vez en 1917 por el cantante, Marcilly.
Magdalena ("Madelon") era una chica ficticia pero, para los soldados franceses era la chica de sus sueños. La canción, al ritmo de marcha militar, venía a contar lo siguiente:

Ella servía el vino. Ellos beben y coquetean con Madelon. Se frotan contra su vestido, intentan abrazarla y ella los aparta, sonríe con ojos pícaros y dice: "No te quiero a ti, quiero a todo el regimiento. Estoy aquí para servir a todos los hombres".

Pour le repos, le plaisir du militaire,

Il est là-bas à deux pas de la forêt

Une maison aux murs tout couverts de lierre

« Aux Tourlourous » c'est le nom du cabaret.

La servante est jeune et gentille,

Légère comme un papillon.

Comme son vin son œil pétille,

Nous l'appelons la Madelon

Nous en rêvons la nuit, nous y pensons le jour,

Ce n'est que Madelon mais pour nous c'est l'amour
Refrain :
Quand Madelon vient nous servir à boire

Sous la tonnelle on frôle son jupon

Et chacun lui raconte une histoire

Une histoire à sa façon

La Madelon pour nous n'est pas sévère

Quand on lui prend la taille ou le menton

Elle rit, c'est tout le mal qu'elle sait faire

Madelon, Madelon, Madelon!
Nous avons tous au pays une payse

Qui nous attend et que l'on épousera

Mais elle est loin, bien trop loin pour qu'on lui dise

Ce qu'on fera quand la classe rentrera

En comptant les jours on soupire

Et quand le temps nous semble long

Tout ce qu'on ne peut pas lui dire

On va le dire à Madelon

On l'embrasse dans les coins. Elle dit « veux-tu finir… »

On s'figure que c'est l'autre, ça nous fait bien plaisir.
Refrain
Un caporal en képi de fantaisie

S'en fut trouver Madelon un beau matin

Et, fou d'amour, lui dit qu'elle était jolie

Et qu'il venait pour lui demander sa main

La Madelon, pas bête, en somme,

Lui répondit en souriant:

Et pourquoi prendrais-je un seul homme

Quand j'aime tout un régiment?

Tes amis vont venir. Tu n'auras pas ma main

J'en ai bien trop besoin pour leur verser du vin

Refrain